# بیرا منابره
بیرا منابره (انگلیسی: Birra Menabrea) شرکت صنایع غذایی ایتالیایی است، که در سال ۱۸۴۶ تأسیس شد.